# Labena chadwickii
Labena chadwickii är en stekelart som först beskrevs av Arthur W. Parrott 1955.  Labena chadwickii ingår i släktet Labena och familjen brokparasitsteklar. Inga underarter finns listade i Catalogue of Life.